# Grónská kuchyně

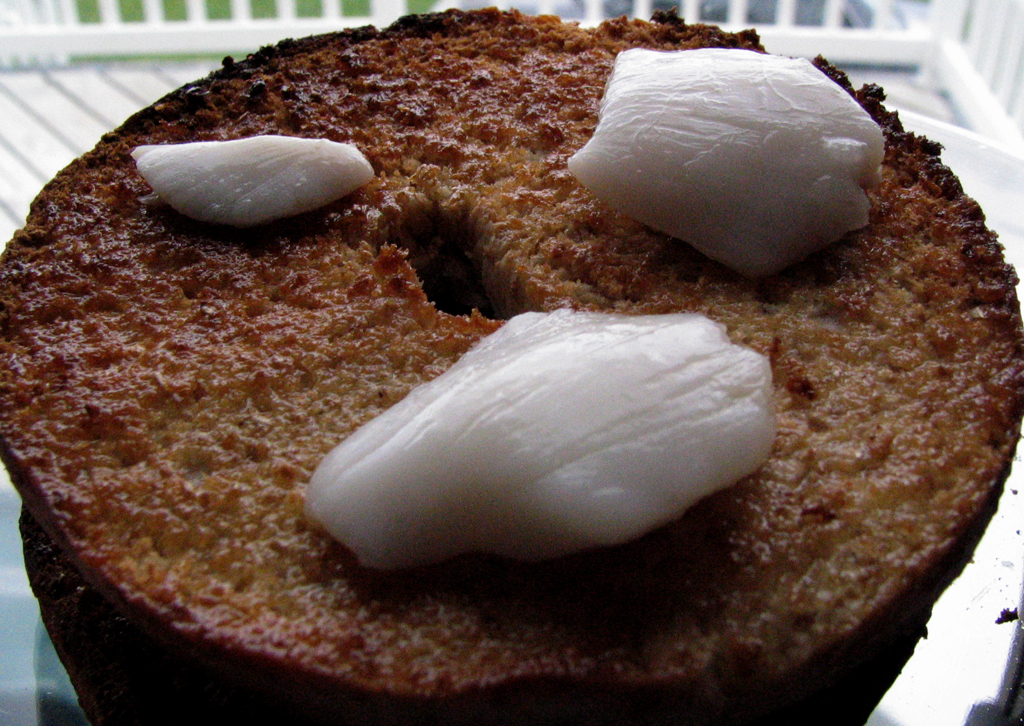
Halibut na bagetě

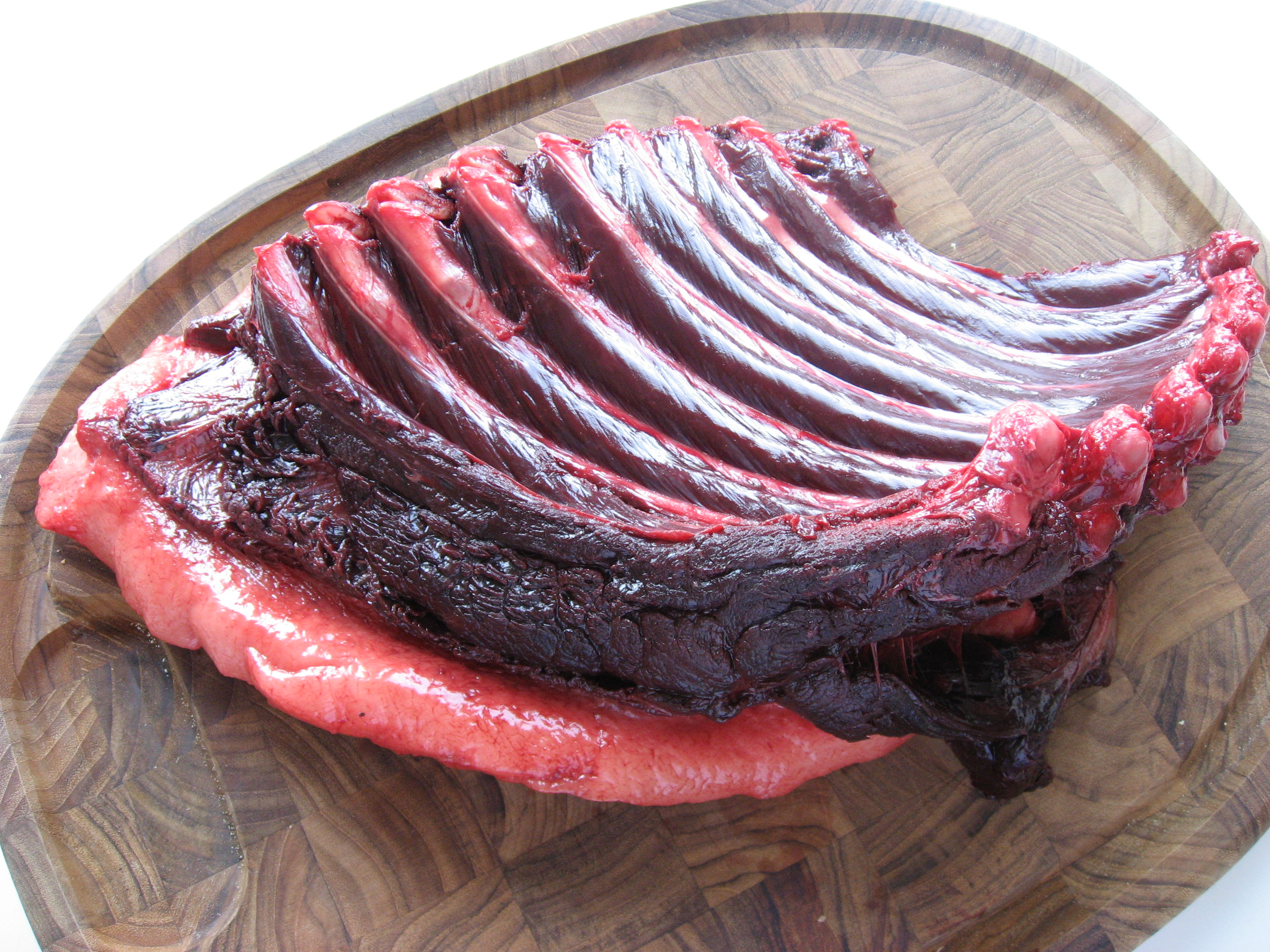
Tulení maso

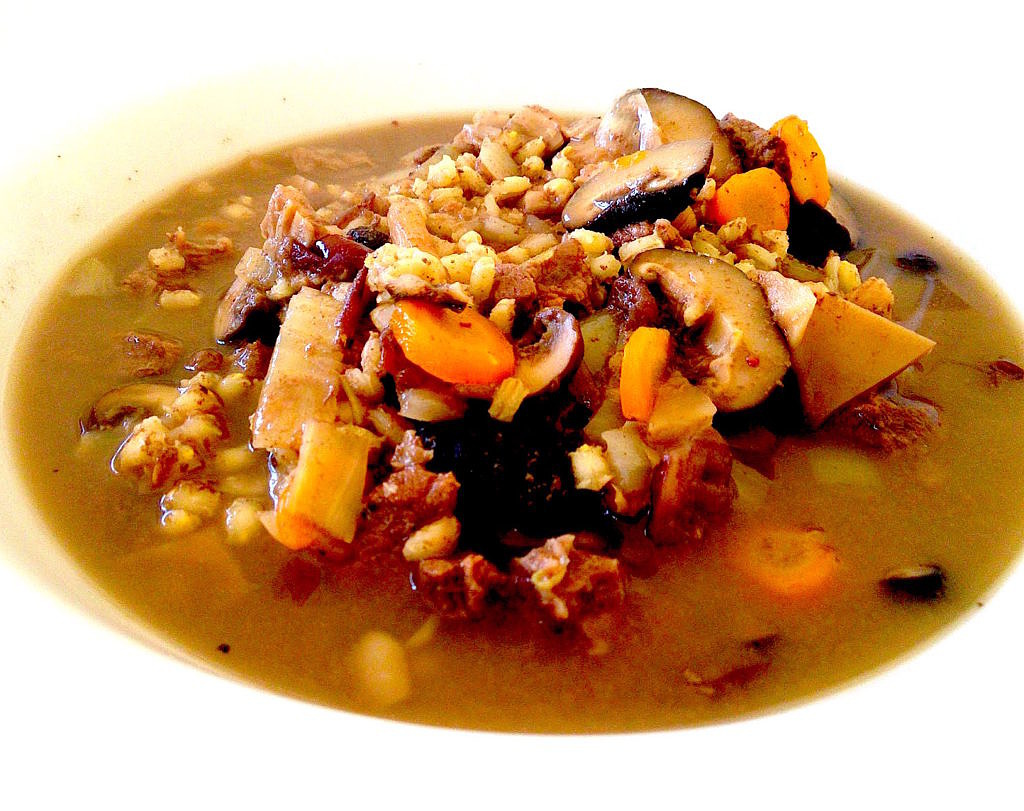
Suaasat

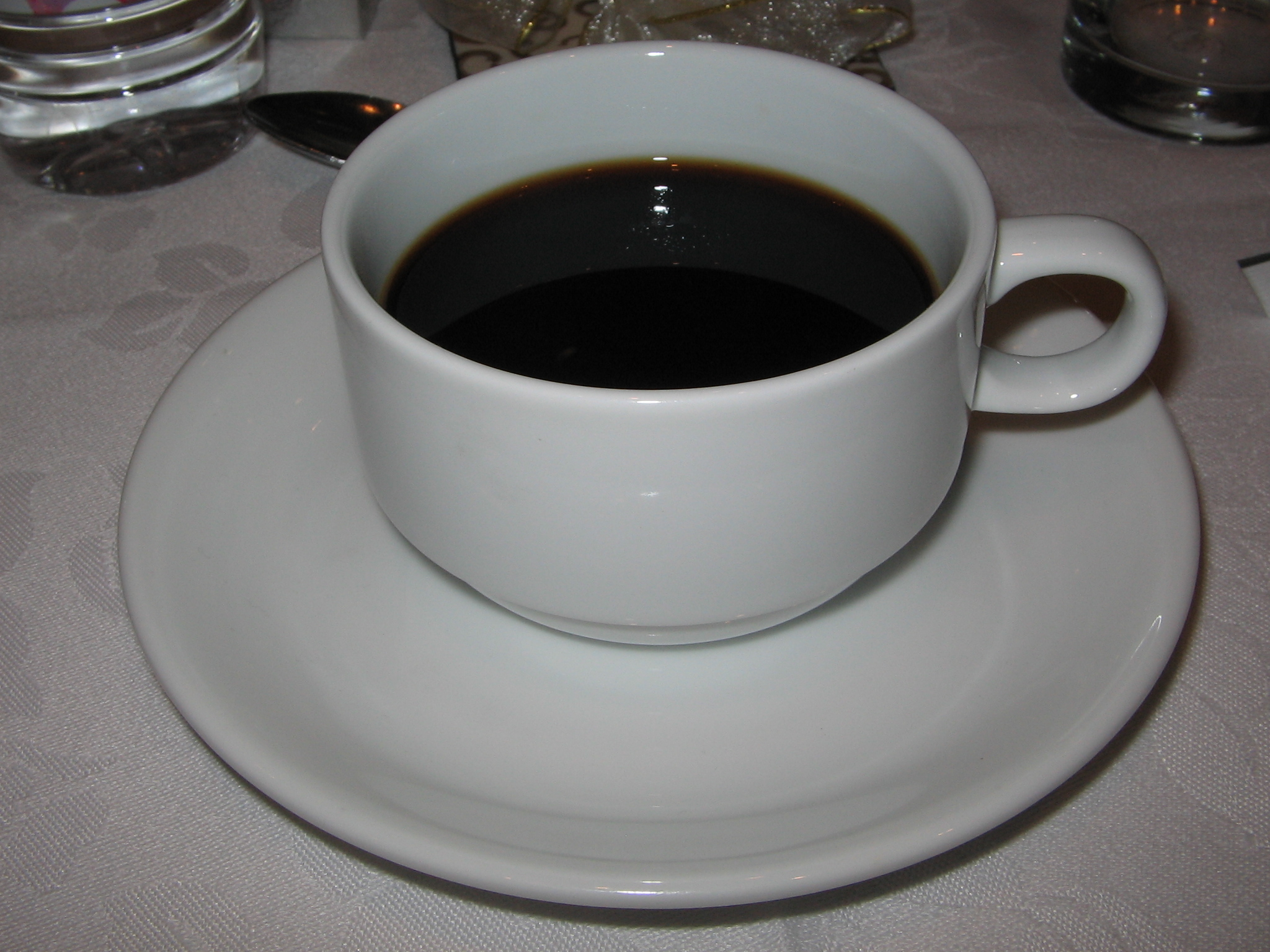
Káva

Grónská kuchyně se skládá hlavně z masa, protože rostliny zde téměř vůbec nerostou. Nejpoužívanější maso je z vodních savců (hlavně z velryb a tuleňů), dále z divoké zvěře, ptáků a ryb. Eskymácká kuchyně je čím dál více ovlivňována kuchyní dánskou a kanadskou. Mnoho rodin v Grónsku pravidelně loví místní živočichy na maso pro vlastní potřebu.

## Grónská jídla
- Suaasat – polévka z cibule, brambor, koření a z masa (z tuleně, velryby, soba nebo z vodních ptáků)[3]
- Ammassat – sušené maso z mořských ryb
- Muktuk – mražené nakrájené kusy velrybí kůže a velrybího tuku
- Arfivik – uzené velrybí maso podávané s bramborami a cibulí
- Syrové maso – často je maso podávané syrové, silně mražené; takto je podávané maso ze soba karibu, ovce nebo z pižmoně severního[4]
- Halibut – halibut je podáván na bagetě
- Grilované maso – grilování je v Grónsku velmi populární, maso bývá většinou silně marinované
- Sobí salát – pokrm ze sobích žaludků, žaludek je naplněn lišejníky, bobulemi a dalšími rostlinami, v žaludku se smísí se žaludečními šťávami a tímto vznikne pikantní salát

## Rostliny v Grónsku
Rostliny nejsou příliš v grónské kuchyni používané, jako doplněk stravy je používaná šicha černá. Dále jsou používané borůvky a lišejníky, Dováží se sem cibule, rýže a brambory.

## Nápoje v Grónsku
Populární je káva. Dále se pije whiskey, kahlúa a pivo.